# Йоган Фрізо Орансько-Нассауський
Принц Фрізо Оранско-Нассауський (у хрещенні Йоган Фрізо Бернгард Крістіан Давід), нід. Johan Friso Bernhard Christiaan David, Prins van Oranje-Nassau, 25 вересня 1968, Утрехт — 12 серпня 2013, Гаага) — другий син королеви Беатрікс та Клауса фон Амсберг. З 2004 року не мав титулу «принц Нідерландів» та права на престол. З цього часу він був членом королівської родини, але не королівського дому (нідерландське законодавство розрізняє ці поняття). 17 лютого 2012 року потрапив під лавину і з цього дня і до смерті через півтора року, перебував у комі.

## Біографія
До 2004 року був відомий переважно як Йоган Фрізо, але потім оповістив, що не хоче вживати першого імені. Серед його хресних батьків — кронпринц Норвегії Гаральд (нині король Гаральд V) і його бабця королева Юліана. За освітою авіаційний інженер, навчався в Університеті Каліфорнії у Берклі (1988) і у Делфтському технічному університеті (1988—1994). Магістр економіки Роттердамського університету Еразма.
У 1995–1996 роках працював в Амстердамському відділенні консалтингової компанії Мак-Кінсі. Потім закінчив програму MBA в INSEAD, працював віце-президентом банку Goldman Sachs у Лондоні, а потім у компанії Wolfenson & Co. там само, засновник якої — Джеймс Вулфенсон, колишній президент Світового банку.
17 лютого 2012 року потрапив під лавину на гірськолижному курорті Лех в Австрії. Був знайдений протягом п'ятнадцяти хвилин після лавини і, як повідомила Lenta.ru з посиланням на De Telegraaf, у критичному стані відправлений до лікарні.
Мозок принца серйозно було пошкоджено, через нестачу кисню у ньому відбулися незворотні процеси. На думку австрійських лікарів, у нього не було шансів вийти з коми. 1 березня принц на літаку санітарно-медичної служби був евакуйований з австрійського госпіталю в один з реабілітаційних центрів у Лондоні, де проживає його сім'я.

## Шлюб і діти
30 червня 2003 року сповістив про заручини зі своєю ровесницею, підприємицею Мейбл Віссе Сміт. Однак уряд Нідерландів на чолі з прем'єр-міністром Яном Петером Балкененде відмовився запитувати парламент про дозвіл на цей шлюб. Причиною стали проблеми навколо знайомства між Мейбл та Класом Брейнсмой, якого було вбито 1991 року нідерландським «хрещеним батьком» торгівлі наркотиками. Незважаючи на це, Фрізо та Мейбл одружилися 24 квітня 2004 року у Делфті. Тим самим, згідно з нідерландським династичним законом, Фрізо втратив права на нідерландський престол і на титул «принц Нідерландів», замість цього він і його дружина отримали титул графа та графині Орансько-Нассауські, що передається в спадок. Фрізо ще зберіг в особистому порядку титули «принц Орансько-Нассауський» та «його королівська високість», але його діти вже не носять цих титулів.
У принца Фрізо, графа Орансько-Нассауського, і його дружини народилися дві дочки, обидві в Лондоні:
- Високонароджена дама (нід. hooggeboren vrouwe) графиня Луана Орансько-Нассауська (нар. 26 березня 2005 р.)
- Високонародженна дама графиня Зарія Орансько-Нассауська (нар. 18 червня 2006 р.)